# Беј Минет (Алабама)
Беј Минет (енгл. Bay Minette) град је у америчкој савезној држави Алабама. По попису становништва из 2010. у њему је живело 8.044 становника.

## Демографија
Према попису становништва из 2010. у граду је живело 8.044 становника, што је 224 (2,9%) становника више него 2000. године.
| Група             | 2000.         | 2010.         |
| Белци             | 4.997 (63,9%) | 4.810 (59,8%) |
| Афроамериканци    | 2.617 (33,5%) | 2.837 (35,3%) |
| Азијати           | 34 (0,4%)     | 68 (0,8%)     |
| Хиспаноамериканци | 80 (1,0%)     | 142 (1,8%)    |
| Укупно            | 7.820         | 8.044         |